# Пенснето със златните рамки
„Пенснето със златните рамки“, преведен на български още като „Златното пенсне“ и „Златните очила“ (на английски: The Adventure of the Golden Pince-Nez) е разказ на писателя Артър Конан Дойл за известния детектив Шерлок Холмс. Включен е в книгата „Завръщането на Шерлок Холмс“, публикувана през 1905 година.

## Сюжет
В края на ноември 1894 година инспектор Стенли Хопкинс за пореден път се обръща за помощ към Холмс. В извънградската къща на професор Корам загадъчно е убит секретарят му, младия Уилоуби Смит. Чула вик от кабинета на професора, прислужницата Сюзан се е втурнала натам и е открила Смит, който умира от раняване с нож в гърба и преди смъртта си успява да прошепне: „Професоре, това беше тя“. В дясната ръка на убития е открито пенсне със златни рамки.
Холмс изследва внимателно вещественото доказателство и заключава, че пенснето принадлежи на силно късогледа жена. След това Холмс, придружен от Уотсън, отива на местопрестъплението, в дома на професор Корам. Холмс прави оглед на къщата и на района около нея, а след това разговаря с професора, който няма обяснение за случилото се. Професорът, запален пушач, предлага цигари на Холмс и детективът изпушва няколко в стаята му.
На следващия ден Холмс, Уотсън и Хопкинс отиват при професора и Холмс заявява на всички, че убийството на Смит е било инцидент. Късогледата жена, която го е убила, е дошла, за да открадне документи от кабинета на професора. Смит я прекъсва и в последвалата борба, тя губи пенснето си и го удря със случайно попадналия ѝ предмет – нож за рязане на хартия. Практически без да вижда къде отива, жената отива в спалнята на професора, който я познава и я скрива в гардероба. Това се доказва от следите от пепелта на цигарите на Холмс, които той нарочно изтръсква предната вечер тъкмо до гардероба.
В този момент от гардероба излиза жена, която се представя като съпругата на професора – Ана и признава всичко, напълно потвърждавайки казаното от Холмс. Оказва се, че тя и нейният много по-възрастен съпруг Сергей са руски революционери. Когато настъпват смутни времена и започват арести в средите на революционерите, за да спаси живота си, съпругът ѝ издава на властите собствената си жена, както и близкия ѝ приятел Алексей. След като бяга в Англия с всичките пари на организацията и архива ѝ, Сергей сменя името си на професор Корам и заживява спокойно с престъпно придобитото богатство.
Излизайки от затвора, Ана решава да намери предателя, за да си върне част от документите от архива на революционната организация. Тези документи, насочени срещу правителството на Русия, могат да помогнат за смекчаване на наказанието на изпратения в заточение Алексей. Жената успява да влезе в къщата и да вземе търсените документи, но в резултат от инцидента е причинила смъртта на напълно невинен човек. Професорът я е укрил само защото тя го е заплашила, че ако я издаде на властите, тя ще го предаде на своите съратници. След като разказва без притворство своята история, Ана добавя, че преди да излезе от гардероба, е взела смъртоносна отрова. Преди да умре, тя моли Холмс да отнесе важните документи в руското посолство и така да помогне на Алексей.